# تیم ملی هندبال زیر ۲۱ سال مردان ایران
تیم ملی هندبال زیر ۲۱ سال مردان ایران یا تیم ملی هندبال مردان جوان ایران نماینده تیم ملی هندبال ایران در مسابقات جهانی و بین‌المللی می‌باشد. و توسط فدراسیون هندبال جمهوری اسلامی ایران کنترل می‌شود.

## مسابقه ها

### قهرمانی آسیا
| سال   | رده         | بازی | برد | برابر | باخت |
| ----- | ----------- | ---- | --- | ----- | ---- |
| ۱۹۸۸  | نهم         |      |     |       |      |
| ۱۹۹۰  | پنجم        |      |     |       |      |
| ۱۹۹۲  | حاضر نبود   | –    | –   | –     | –    |
| ۱۹۹۴  | حاضر نبود   | –    | –   | –     | –    |
| ۱۹۹۶  | هشتم        |      |     |       |      |
| ۱۹۹۸  | حاضر نبود   | –    | –   | –     | –    |
| ۲۰۰۰  | پنجم        |      |     |       |      |
| ۲۰۰۲  | حاضر نبود   | –    | –   | –     | –    |
| ۲۰۰۴  | سوم         |      |     |       |      |
| ۲۰۰۶  | ششم         |      |     |       |      |
| ۲۰۰۸  | نایب قهرمان |      |     |       |      |
| ۲۰۱۰  | سوم         | ۴    | ۳   | ۰     | ۱    |
| ۲۰۱۲  | ششم         | ۶    | ۳   | ۰     | ۳    |
| ۲۰۱۴  | چهارم       |      |     |       |      |
| مجموع | ۱۰/۱۴       |      |     |       |      |